# Landis+Gyr

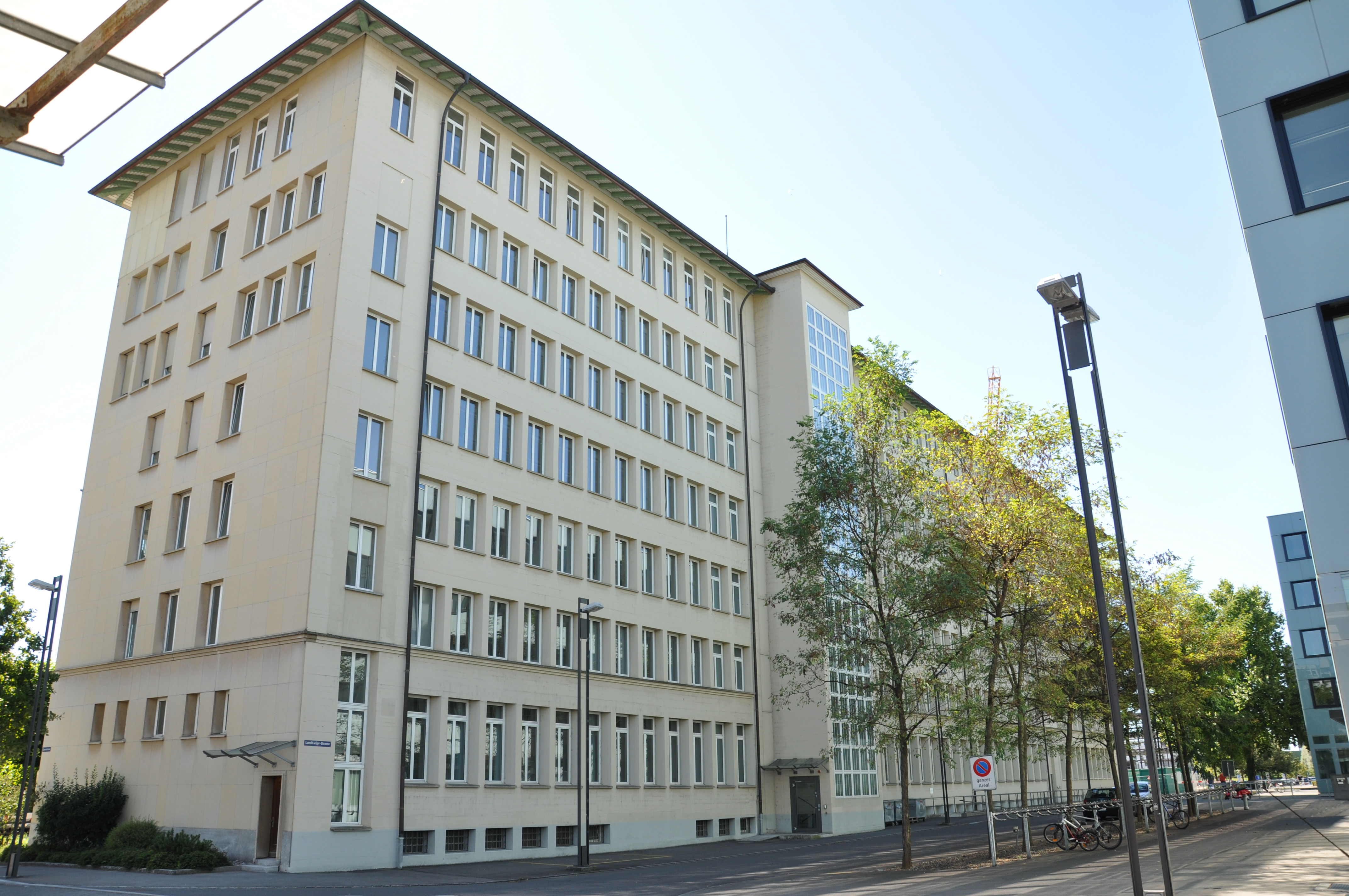
La vecchia sede di Zugo, Switzerland

La Landis+Gyr AG, precedentemente nota come Landis & Gyr, Siemens Metering AG e Theiler & Co, è una azienda svizzera di elettronica con sede nel cantone di Zugo.
Landis+Gyr è una multinazionale quotata in borsa con sede a Cham, in Svizzera, operante in oltre 30 paesi e su sei continenti. L'azienda è specializzata in soluzioni integrate di gestione dell'energia, tra cui contatori intelligenti, grid edge intelligence, infrastruttura di misurazione avanzata (AMI) e software correlati per le aziende elettriche, del gas e dell'acqua.
Fondata nel 1896, da allora Landis+Gyr ha servito più di 3.500 aziende energetiche in tutto il mondo. Nel 2024, l'azienda ha una presenza globale con oltre 365 milioni di dispositivi installati in tutto il mondo, compresi oltre 180 milioni di dispositivi intelligenti connessi.

## Storia

### Fondazione
Nel 1896 il tecnico Richard Theiler e l'imprenditore Adelrich Gyr fondarono a Zugo la ditta Theiler & Co, che produceva contatori elettrici sviluppati da Theiler. Nel 1904 l'azienda fu rilevata da Heinrich Landis, che nel 1905 introdusse come socio Karl Heinrich Gyr, il quale esercitò un'influenza determinante sull'evoluzione successiva dell'impresa.
Ridenominata Landis & Gyr, essa beneficiò della crescita dell'industria elettrica e iniziò a espandersi all'estero, con un ufficio di vendita a Berlino nel 1908 e una fabbrica di contatori in Alsazia nel 1912. Quando venne trasformata in società anonima nel 1914, risultava il maggior datore di lavoro del canton Zugo con oltre 800 occupati. Dal 1918 la produttività aumentò grazie alle misure di razionalizzazione promosse da Fritz Schmuziger.

### L'espansione dal 1920 al 1970

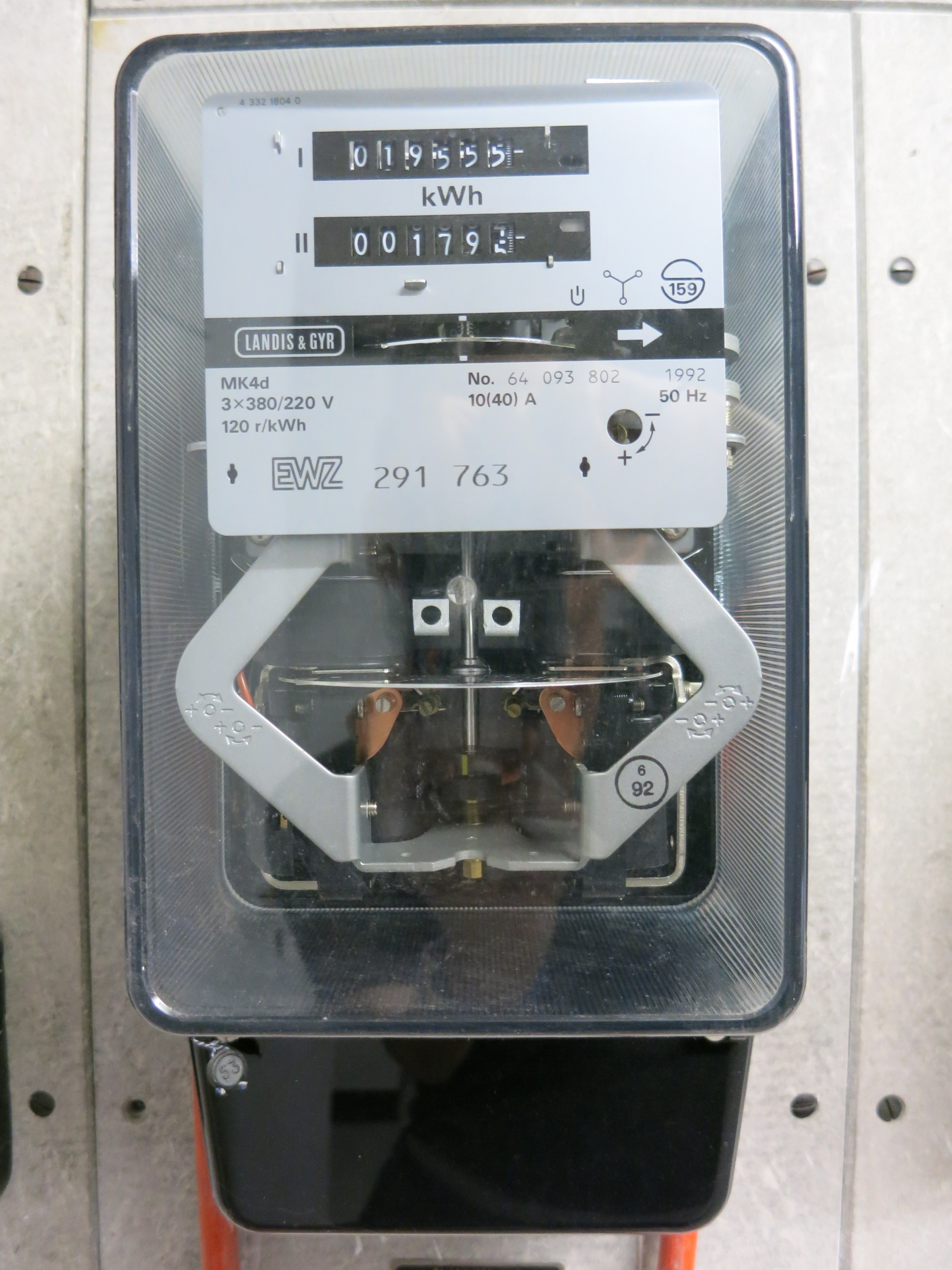
Un contatore della Landis & Gyr del 1992

Tramite la costituzione di filiali negli Stati Uniti e in Australia, la creazione di ulteriori fabbriche all'estero e l'acquisizione di concorrenti, negli anni 1920 la Landis & Gyr divenne un gruppo tecnologico attivo su scala mondiale. Negli anni 1930 diversificò la propria gamma merceologica con innovativi prodotti nel campo della telemetria, del controllo a distanza e della termotecnica.
Dopo lotte di potere, nel 1956 la guida dell'impresa venne assunta da una comunione ereditaria sotto la guida di Andreas Brunner e Gottfried Straub, che rinnovò le modalità di finanziamento e le tecniche contabili e trasformò la Landis & Gyr in una holding. L'offerta venne estesa ai distributori automatici e ai prodotti per la climatizzazione e l'aerazione; il personale aumentò (14 000 dipendenti nel 1970, di cui 5 200 a Zug) e l'espansione geografica proseguì.

### Dagli anni 1970 in poi
Dalla metà degli anni 1970, e in particolare dopo il ritiro di Brunner e Straub nel 1984, il gruppo dovette essere più volte sottoposto a processi di ristrutturazione e ridimensionamento. Nel 1987 passò a Stephan Schmidheiny, che poi lo cedette nel 1995 alla Elektrowatt, passata alla Siemens AG nel 1998.
La Siemens ha in seguito promosso la fusione del proprio settore contatori con quello della Landis & Gyr, dando vita alla Siemens Metering AG con sede a Zugo, poi venduta nel 2002 a un investitore statunitense e rinominata Landis + Gyr. Nel 2004 il settore dei contatori è stato rilevato da una società australiana e nel 2011 Toshiba ne ha acquisito la maggioranza azionaria.